# Daniel Abt
Daniel Abt (Kempten, 1992. december 3. –) német autóversenyző. 2014 és 2020 között a Formula–E-ben versenyzett az Audi színeiben, de korábban megfordult a GP3-ban és a GP2-ben.

## Eredményei

### Karrier összefoglaló
| Év      | Bajnokság                    | Csapat                    | Verseny | Győzelem | Pole | Leggyorsabb kör | Dobogók | Pont  | Helyzeés |
| ------- | ---------------------------- | ------------------------- | ------- | -------- | ---- | --------------- | ------- | ----- | -------- |
| 2008    | ADAC Formel Masters          | Team Abt Sportsline       | 16      | 0        | 1    | 1               | 3       | 91    | 8.       |
| 2009    | ADAC Formel Masters          | Team Abt Sportsline       | 16      | 8        | 7    | 3               | 10      | 224   | 1.       |
| 2009    | Német Formula–3-as bajnokság | Performance Racing        | 2       | 0        | 0    | 0               | 0       | 0     | HN       |
| 2010    | Német Formula–3-as bajnokság | Van Amersfoort Racing     | 18      | 2        | 6    | 5               | 10      | 112   | 2.       |
| 2010    | Makaói nagydíj               | Signature                 | 1       | 0        | 0    | 0               | 0       | —     | HN       |
| 2011    | Formula–3 Euroseries         | Signature                 | 27      | 0        | 0    | 1               | 4       | 150   | 7.       |
| 2011    | Makaói nagydíj               | Signature                 | 1       | 0        | 0    | 0               | 0       | —     | HN       |
| 2011    | Masters of Formula–3         | Signature                 | 1       | 0        | 0    | 0               | 0       | —     | 6.       |
| 2011    | FIA Formula–3 kupa           | Signature                 | 8       | 0        | 0    | 0               | 0       | 44    | 4.       |
| 2012    | GP3                          | Lotus GP                  | 16      | 2        | 1    | 0               | 7       | 149.5 | 2.       |
| 2012    | Formula Renault 3.5 Series   | Tech 1 Racing             | 6       | 0        | 0    | 0               | 0       | 0     | 34.      |
| 2012    | Német Formula–3-as bajnokság | Van Amersfoort Racing     | 3       | 0        | 0    | 0               | 1       | 18    | 14.      |
| 2012    | Makaói nagydíj               | Carlin                    | 1       | 0        | 0    | 0               | 0       | —     | 12.      |
| 2013    | GP2                          | ART Grand Prix            | 22      | 0        | 0    | 0               | 0       | 11    | 22.      |
| 2014    | GP2                          | Hilmer Motorsport         | 20      | 0        | 0    | 0               | 0       | 27    | 16.      |
| 2014–15 | Formula–E                    | Audi Sport ABT            | 11      | 0        | 1    | 1               | 1       | 32    | 11.      |
| 2015    | WEC                          | Rebellion Racing          | 4       | 0        | 0    | 0               | 0       | 2     | 28.      |
| 2015–16 | Formula–E                    | ABT Schaeffler Audi Sport | 10      | 0        | 0    | 0               | 3       | 68    | 7.       |
| 2016    | ADAC GT Masters              | Bentley Team ABT          | 13      | 0        | 1    | 0               | 1       | 45    | 19.      |
| 2016    | 24H Series                   | C. Abt Racing             | 1       | 0        | 0    | 0               | 0       | 0     | HN       |
| 2016–17 | Formula–E                    | ABT Schaeffler Audi Sport | 12      | 0        | 0    | 1               | 0       | 67    | 8.       |
| 2017–18 | Formula–E                    | ABT Schaeffler Audi Sport | 12      | 2        | 1    | 3               | 4       | 120   | 5.       |
| 2018–19 | Formula–E                    | Audi Sport ABT Schaeffler | 13      | 0        | 0    | 2               | 2       | 95    | 7.       |
| 2019–20 | Formula–E                    | Audi Sport ABT Schaeffler | 5       | 0        | 0    | 1               | 0       | 8     | 21.      |
| 2019–20 | Formula–E                    | NIO 333 FE Team           | 6       | 0        | 0    | 0               | 0       | 8     | 21.      |

* A szezon jelenleg is zajlik.

### Teljes Formula–3 Euroseries eredménysorozata
(Táblázat értelmezése)

(Félkövér: pole-pozícióból indult; dőlt: leggyorsabb kört futott) 

| Év   | Csapat    | 1        | 2        | 3       | 4       | 5       | 6       | 7        | 8       | 9       | 10      | 11      | 12      | 13       | 14       | 15    | 16       | 17      | 18      | 19      | 20      | 21      | 22       | 23       | 24      | 25      | 26      | 27      | Helyezés | Pont |
| ---- | --------- | -------- | -------- | ------- | ------- | ------- | ------- | -------- | ------- | ------- | ------- | ------- | ------- | -------- | -------- | ----- | -------- | ------- | ------- | ------- | ------- | ------- | -------- | -------- | ------- | ------- | ------- | ------- | -------- | ---- |
| 2011 | Signature | LEC 1 Ki | LEC 2 11 | LEC 3 9 | HOC 1 4 | HOC 2 7 | HOC 3 6 | ZAN 1 Ki | ZAN 2 8 | ZAN 3 5 | RBR 1 6 | RBR 2 3 | RBR 3 4 | NOR 1 10 | NOR 2 10 | NOR 3 | NÜR 1 12 | NÜR 2 7 | NÜR 3 7 | SIL 1 5 | SIL 2 5 | SIL 3 5 | VAL 1 10 | VAL 2 10 | VAL 3 7 | HOC 1 5 | HOC 2 3 | HOC 3 6 | 7.       | 150  |

### Teljes Formula Renault 3.5 Series eredménylistája
(Táblázat értelmezése)

(Félkövér: pole-pozícióból indult; dőlt: leggyorsabb kört futott) 

| Év   | Csapat        | 1     | 2     | 3     | 4     | 5     | 6     | 7     | 8     | 9     | 10    | 11    | 12       | 13       | 14       | 15       | 16       | 17       | Helyezés | Pont |
| ---- | ------------- | ----- | ----- | ----- | ----- | ----- | ----- | ----- | ----- | ----- | ----- | ----- | -------- | -------- | -------- | -------- | -------- | -------- | -------- | ---- |
| 2012 | Tech 1 Racing | ALC 1 | ALC 2 | MON 1 | SPA 1 | SPA 2 | NÜR 1 | NÜR 2 | MSC 1 | MSC 2 | SIL 1 | SIL 2 | HUN 1 18 | HUN 2 24 | LEC 1 Ki | LEC 2 18 | CAT 1 16 | CAT 2 Ki | 34.      | 0    |

### Teljes GP3-as eredménysorozata
(Táblázat értelmezése)

(Félkövér: pole-pozícióból indult; dőlt: leggyorsabb kört futott) 

| Év   | Csapat   | 1          | 2         | 3         | 4         | 5         | 6         | 7         | 8          | 9         | 10        | 11        | 12         | 13        | 14        | 15        | 16        | Helyezés | Pont  |
| ---- | -------- | ---------- | --------- | --------- | --------- | --------- | --------- | --------- | ---------- | --------- | --------- | --------- | ---------- | --------- | --------- | --------- | --------- | -------- | ----- |
| 2012 | Lotus GP | ESP FEA 13 | ESP SPR 6 | MON FEA 6 | MON SPR 3 | VAL FEA 6 | VAL SPR 2 | GBR FEA 4 | GBR SPR Ki | GER FEA 7 | GER SPR 2 | HUN FEA 2 | HUN SPR 11 | BEL FEA 1 | BEL SPR 5 | ITA FEA 1 | ITA SPR 2 | 2.       | 149.5 |

### Teljes GP2-es eredménysorozata
(Táblázat értelmezése)

(Félkövér: pole-pozícióból indult; dőlt: leggyorsabb kört futott) 

| Év   | Csapat            | 1          | 2          | 3          | 4          | 5          | 6          | 7          | 8          | 9          | 10         | 11         | 12         | 13         | 14         | 15         | 16         | 17         | 18         | 19         | 20          | 21        | 22        | Helyezés | Pont |
| ---- | ----------------- | ---------- | ---------- | ---------- | ---------- | ---------- | ---------- | ---------- | ---------- | ---------- | ---------- | ---------- | ---------- | ---------- | ---------- | ---------- | ---------- | ---------- | ---------- | ---------- | ----------- | --------- | --------- | -------- | ---- |
| 2013 | ART Grand Prix    | MYS FEA Ki | MYS SPR 16 | BHR FEA 14 | BHR SPR 7  | ESP FEA 11 | ESP SPR 8  | MON FEA 16 | MON SPR 22 | GBR FEA 15 | GBR SPR Ki | GER FEA 21 | GER SPR 18 | HUN FEA 24 | HUN SPR 14 | BEL FEA 16 | BEL SPR 16 | ITA FEA 17 | ITA SPR 22 | SGP FEA 13 | SGP SPR KIZ | ABU FEA 9 | ABU SPR 5 | 22.      | 11   |
| 2014 | Hilmer Motorsport | BHR FEA 13 | BHR SPR 13 | ESP FEA Ki | ESP SPR 12 | MON FEA Ki | MON SPR 17 | AUT FEA 17 | AUT SPR 23 | GBR FEA 10 | GBR SPR 11 | GER FEA 20 | GER SPR 15 | HUN FEA 5  | HUN SPR 5  | BEL FEA 8  | BEL SPR 5  | ITA FEA Ki | ITA SPR 10 | RUS FEA Ki | RUS SPR 13  | ABU FEA   | ABU SPR   | 16.      | 27   |

### Le Mans-i 24 órás autóverseny
| Év   | Csapat           | Csapattárs                             | Autó                | Kategória | Kör | Összetett Helyezés | Kategória Helyezés |
| ---- | ---------------- | -------------------------------------- | ------------------- | --------- | --- | ------------------ | ------------------ |
| 2015 | Rebellion Racing | Alexandre Imperatori Dominik Kraihamer | Rebellion R-One-AER | LMP1      | 336 | 18.                | 9.                 |

### Teljes FIA World Endurance Championship eredménysorozata
| Év   | Csapat           | Osztály | Kasztni         | Motor                  | 1   | 2   | 3      | 4      | 5      | 6      | 7   | 8   | Helyezés | Pont |
| ---- | ---------------- | ------- | --------------- | ---------------------- | --- | --- | ------ | ------ | ------ | ------ | --- | --- | -------- | ---- |
| 2015 | Rebellion Racing | LMP1    | Rebellion R-One | AER P60 2.4 L Turbo V6 | SIL | SPA | LMS 17 | NÜR Ki | COA 14 | FUJ 16 | SHA | BHR | 28.      | 2    |

### Teljes Formula–E eredménylistája
(Táblázat értelmezése)

(Félkövér: pole-pozícióból indult; dőlt: leggyorsabb kört futott) 

| Év      | Csapat                    | 1      | 2       | 3      | 4       | 5      | 6      | 7       | 8      | 9      | 10     | 11     | 12    | 13    | Helyezés | Pont |
| ------- | ------------------------- | ------ | ------- | ------ | ------- | ------ | ------ | ------- | ------ | ------ | ------ | ------ | ----- | ----- | -------- | ---- |
| 2014–15 | Audi Sport ABT            | BEI 10 | PUT 10  | PDE 15 | BUE 13† | MIA 3  | LBH 15 | MON Ki  | BER 14 | MOS 5  | LON Ki | LON 11 |       |       | 11.      | 32   |
| 2015–16 | ABT Schaeffler Audi Sport | BEI 11 | PUT 7   | PDE 8  | BUE 13  | MEX 7  | LBH 3  | PAR 10  | BER 2  | LON Ki | LON 2  |        |       |       | 7.       | 68   |
| 2016–17 | ABT Schaeffler Audi Sport | HKG Ki | MAR 6   | BUE 7  | MEX 7   | MON 7  | PAR 13 | BER 6   | BER 4  | NYC 14 | NYC Ki | MNT 4  | MNT 6 |       | 8.       | 67   |
| 2017–18 | Audi Sport ABT Schaeffler | HKG 5  | HKG Kiz | MAR 10 | SAN Ki  | MEX 1  | PDE 14 | ROM 4   | PAR 7  | BER 1  | ZUR 13 | NYC 2  | NYC 3 |       | 5.       | 120  |
| 2018–19 | Audi Sport ABT Schaeffler | ADR 8  | MAR 10  | SAN 3  | MEX 10  | HKG 4  | SNY 5  | ROM 18† | PAR 3  | MON 15 | BER 6  | BRN 6  | NYC 6 | NYC 5 | 7.       | 95   |
| 2019–20 | Audi Sport ABT Schaeffler | ADR Ki | ADR 6   | SAN 14 | MEX Ki  | MAR 14 |        |         |        |        |        |        |       |       | 21.      | 8    |
| 2019–20 | NIO 333 FE Team           |        |         |        |         |        | BER 18 | BER 16  | BER 15 | BER 18 | BER Ki | BER 20 |       |       | 21.      | 8    |

* A szezon jelenleg is zajlik.
† A versenyt nem fejezte be, de helyezését értékelték, mert a versenytáv több, mint 90%-át teljesítette.

## Szimulátoros botránya
A 2020-ban bekövetkezett koronavírus-járvány miatt a Formula–E felfüggesztette a 2019–2020-as szezonját. Ezért a széria elindította Race at Home Challenge elnevezésű eSport versenysorozatát, amellyel az UNICEF-nek gyűjtöttek pénzt. Ezeken a versenyeken Abt is megmérettette magát. A 2020. május 23-i tempelhofi virtuális futamot a harmadik helyen fejezte be, ami feltűnést keltett a versenytársainak, mert az előző négy fordulóból 3 versenyről is kiesett a „race royale” formátum miatt, ami azt jelenti, hogy az utolsó pilóták mindig kiesnek. A futam során közvetített, a 20 pilótát mutató virtuális konferenciahíváson furcsa, nagy méretű mikrofon takarta el Daniel Abt fejét, ami rögtön gyanús lett Jean-Éric Vergne-nek és Stoffel Vandoorne-nak. Vandoorne élő adásban fel is hívta Abtot, aki nem válaszolt neki.
A vádak megalapozottak voltak, mivel a Formula E szervezői egy IP-címes vizsgálattal bebizonyították, hogy Daniel Abt nem lehetett az autó vezetője. Ezt követően Abt is beismerte, hogy nem ő ült a volán mögött, hanem egy profi szimulátor-versenyző Lorenz Hörzing.
Az eset után Abtot kizárták a versenyről, és 10000 eurós „kötelező adományozásra” szólították fel, Hörzinget kizárták a Race Challenge bajnokságból, és elvették a berlini Formula E Challenge Grid versenyen elért 6. helyezését.
2020. május 26-án az Audi bejelentette, hogy azonnali hatállyal meneszti Abtot.